# Gelson Dala
Jacinto Muondo Dala, detto Gelson (Luanda, 13 luglio 1996) è un calciatore angolano, attaccante dell'Al-Wakrah e della nazionale angolana.

## Carriera

### Club
Nato a Luanda, Gelson inizia la sua carriera nella squadra locale del Primeiro de Agosto. Nel luglio 2015 inizia ad essere seguito dagli osservatori dello Sporting Lisbona. Con 23 gol in 27 partite è decisivo nella vittoria del titolo di Campionato angolano 2016. Grazie a queste notevoli prestazioni, Gelson insieme al suo compagno di squadra Ary Papel, è ingaggiato dallo Sporting Lisbona. Il club lusitano assegna al giocatore angolano una clausola rescissoria di 60 milioni di euro.
Nel gennaio 2017 gioca la prima partita in LigaPro con lo Sporting Lisbona B, nel match perso per 0-4 contro il Portimonense. Otto giorni dopo timbra la prima marcatura in Portogallo nella partita pareggiata in casa 1-1 contro il Covilhã. Il 2 aprile 2017 realizza una quaterna nel 5-1 rifilato all'Olhanense e a fine stagione segna 13 gol in 17 presenze. L'allenatore della prima squadra Jorge Jesus lo convoca per l'incontro di Primeira Liga contro il Feirense del 13 maggio. Una settimana dopo, all'ultima giornata di campionato, debutta ufficialmente con lo Sporting sostituendo Gelson Martins nel match vinto 4-1 contro il Chaves allo Stadio José Alvalade.
Per la stagione 2018-19 viene mandato in prestito al Rio Ave, mentre nell'estate successiva si trasferisce ai turchi dell'Antalyaspor sempre a titolo temporaneo.

### Nazionale
Ha esordito con la nazionale angolana nel 2013. Il 13 giugno 2015 segna una doppietta nella gara vinta 4-0 contro la Rep. Centrafricana, match valido per le qualificazioni alla Coppa d'Africa 2017. Quattro anni dopo il commissario tecnico Srđan Vasiljević lo convoca per la Coppa d'Africa 2019.
Il 20 gennaio 2024, nella Coppa d'Africa 2023, segna una doppietta nella vittoria per 3-2 contro la Mauritania. Il 27 gennaio 2024, segna una doppietta nel primo tempo nella vittoria per 3-0 contro la Namibia valevole per il passaggio ai quarti di finale.

## Statistiche

### Presenze e reti nei club
Statistiche aggiornate al 22 giugno 2025.
| Stagione                  | Squadra                   | Campionato                | Campionato | Campionato | Coppe nazionali | Coppe nazionali | Coppe nazionali | Coppe continentali | Coppe continentali | Coppe continentali | Altre coppe | Altre coppe | Altre coppe | Totale | Totale |
| Stagione                  | Squadra                   | Comp.                     | Pres.      | Reti       | Comp.           | Pres.           | Reti            | Comp.              | Pres.              | Reti               | Comp.       | Pres.       | Reti        | Pres.  | Reti   |
| ------------------------- | ------------------------- | ------------------------- | ---------- | ---------- | --------------- | --------------- | --------------- | ------------------ | ------------------ | ------------------ | ----------- | ----------- | ----------- | ------ | ------ |
| 2013                      | Primeiro de Agosto        | G                         | 4          | 2          | CA              | 0               | 0               | -                  | -                  | -                  | -           | -           | -           | 4      | 2      |
| 2014                      | Primeiro de Agosto        | G                         | 21         | 9          | CA              | 2               | 1               | -                  | -                  | -                  | -           | -           | -           | 23     | 10     |
| 2015                      | Primeiro de Agosto        | G                         | 34         | 18         | CA              | 0               | 0               | -                  | -                  | -                  | -           | -           | -           | 34     | 18     |
| gen.-giu.2016             | Primeiro de Agosto        | G                         | 17         | 13         | CA              | 1               | 0               | -                  | -                  | -                  | -           | -           | -           | 18     | 13     |
| Totale Primeiro de Agosto | Totale Primeiro de Agosto | Totale Primeiro de Agosto | 76         | 42         |                 | 3               | 1               |                    | -                  | -                  |             | -           | -           | 79     | 43     |
| 2016-2017                 | Sporting Lisbona B        | SL                        | 23         | 17         | -               | -               | -               | -                  | -                  | -                  | -           | -           | -           | 21     | 17     |
| 2017-gen.2018             | Sporting Lisbona          | PL                        | 1          | 0          | CP+CdL          | 1+0             | 0               | UCL                | -                  | -                  | -           | -           | -           | 2      | 0      |
| gen.-giu. 2018            | Rio Ave                   | PL                        | 5          | 0          | CP+CdL          | 1+0             | 1+0             | -                  | -                  | -                  | -           | -           | -           | 6      | 1      |
| 2018-2019                 | Rio Ave                   | PL                        | 19         | 5          | CP+CdL          | 3+2             | 1+0             | UEL                | 2                  | 1                  | -           | -           | -           | 26     | 7      |
| 2019-gen. 2020            | Antalyaspor               | SL                        | 6          | 0          | CT              | 3               | 1               | -                  | -                  | -                  | -           | -           | -           | 9      | 1      |
| gen.-giu. 2020            | Rio Ave                   | PL                        | 14         | 1          | CP+CdL          | -               | -               | -                  | -                  | -                  | -           | -           | -           | 14     | 1      |
| 2020-2021                 | Rio Ave                   | PL                        | 33         | 8          | CP+CdL          | 3+0             | 2+0             | UEL                | 2                  | 1                  | -           | -           | -           | 38     | 11     |
| Totale Rio Ave            | Totale Rio Ave            | Totale Rio Ave            | 71         | 14         |                 | 9               | 4               |                    | 4                  | 2                  |             | -           | -           | 84     | 20     |
| 2021-2022                 | Al-Wakrah                 | QSL                       | 17         | 11         | ECQ+QSC         | 3+8             | 1+7             | -                  | -                  | -                  | -           | -           | -           | 28     | 19     |
| 2022-2023                 | Al-Wakrah                 | QSL                       | 20         | 15         | ECQ+QSC         | 1+1             | 0               | -                  | -                  | -                  | -           | -           | -           | 22     | 15     |
| 2023-2024                 | Al-Wakrah                 | QSL                       | 21         | 7          | ECQ+QSC         | 2+0             | 0               | ACL                | 1                  | 0                  | CdQ         | 2           | 1           | 26     | 8      |
| 2024-2025                 | Al-Wakrah                 | QSL                       | 13         | 4          | ECQ+QSC         | 1+1             | 0+0             | ACL2               | 6                  | 5                  | SC          | 1           | 0           | 22     | 9      |
| Totale Al-Wakrah          | Totale Al-Wakrah          | Totale Al-Wakrah          | 71         | 37         |                 | 17              | 8               |                    | 7                  | 5                  |             | 3           | 1           | 98     | 51     |
| Totale carriera           | Totale carriera           | Totale carriera           | 248        | 110        |                 | 33              | 14              |                    | 11                 | 7                  |             | 3           | 1           | 295    | 132    |

### Cronologia presenze e reti in nazionale
| Cronologia completa delle presenze e delle reti in nazionale ― Angola | Cronologia completa delle presenze e delle reti in nazionale ― Angola | Cronologia completa delle presenze e delle reti in nazionale ― Angola | Cronologia completa delle presenze e delle reti in nazionale ― Angola | Cronologia completa delle presenze e delle reti in nazionale ― Angola | Cronologia completa delle presenze e delle reti in nazionale ― Angola | Cronologia completa delle presenze e delle reti in nazionale ― Angola | Cronologia completa delle presenze e delle reti in nazionale ― Angola |
| Data                                                                  | Città                                                                 | In casa                                                               | Risultato                                                             | Ospiti                                                                | Competizione                                                          | Reti                                                                  | Note                                                                  |
| --------------------------------------------------------------------- | --------------------------------------------------------------------- | --------------------------------------------------------------------- | --------------------------------------------------------------------- | --------------------------------------------------------------------- | --------------------------------------------------------------------- | --------------------------------------------------------------------- | --------------------------------------------------------------------- |
| 13-6-2015                                                             | Cabinda                                                               | Angola                                                                | 4 – 0                                                                 | Rep. Centrafricana                                                    | Qual. Coppa d'Africa 2017                                             | 2                                                                     |                                                                       |
| 16-6-2015                                                             | Durban                                                                | Sudafrica                                                             | 2 – 1                                                                 | Angola                                                                | Amichevole                                                            | -                                                                     | 69’                                                                   |
| 21-6-2015                                                             | Lobamba                                                               | eSwatini                                                              | 2 – 2                                                                 | Angola                                                                | Qual. campionato delle nazioni africane 2016                          | -                                                                     |                                                                       |
| 4-7-2015                                                              | Luanda                                                                | Angola                                                                | 2 – 0                                                                 | eSwatini                                                              | Qual. campionato delle nazioni africane 2016                          | 2                                                                     |                                                                       |
| 6-9-2015                                                              | Antananarivo                                                          | Madagascar                                                            | 0 – 0                                                                 | Angola                                                                | Qual. Coppa d'Africa 2017                                             | -                                                                     | 86’                                                                   |
| 17-10-2015                                                            | Johannesburg                                                          | Sudafrica                                                             | 2 – 2                                                                 | Angola                                                                | Qual. campionato delle nazioni africane 2016                          | -                                                                     | 69’                                                                   |
| 24-10-2015                                                            | Luanda                                                                | Angola                                                                | 1 – 2                                                                 | Sudafrica                                                             | Qual. campionato delle nazioni africane 2016                          | 1                                                                     |                                                                       |
| 6-11-2015                                                             | Luanda                                                                | Angola                                                                | 1 – 0                                                                 | Namibia                                                               | Amichevole                                                            | -                                                                     | 61’                                                                   |
| 7-11-2015                                                             | Luanda                                                                | Angola                                                                | 1 – 0                                                                 | RD del Congo                                                          | Amichevole                                                            | -                                                                     | 65’                                                                   |
| 13-11-2015                                                            | Benguela                                                              | Angola                                                                | 1 – 3                                                                 | Sudafrica                                                             | Qual. Mondiali 2018                                                   | 1                                                                     |                                                                       |
| 17-11-2015                                                            | Durban                                                                | Sudafrica                                                             | 1 – 0                                                                 | Angola                                                                | Qual. Mondiali 2018                                                   | -                                                                     |                                                                       |
| 21-1-2016                                                             | Butare                                                                | Angola                                                                | 2 – 4                                                                 | RD del Congo                                                          | Campionato delle Nazioni Africane 2016                                | 1                                                                     |                                                                       |
| 25-1-2016                                                             | Bahir Dar                                                             | Etiopia                                                               | 1 – 2                                                                 | Angola                                                                | Campionato delle Nazioni Africane 2016                                | -                                                                     |                                                                       |
| 26-3-2016                                                             | Kinshasa                                                              | RD del Congo                                                          | 2 – 1                                                                 | Angola                                                                | Qual. Coppa d'Africa 2017                                             | -                                                                     |                                                                       |
| 29-3-2016                                                             | Luanda                                                                | Angola                                                                | 0 – 2                                                                 | RD del Congo                                                          | Qual. Coppa d'Africa 2017                                             | -                                                                     |                                                                       |
| 3-9-2016                                                              | Luanda                                                                | Angola                                                                | 1 – 1                                                                 | Madagascar                                                            | Qual. Coppa d'Africa 2017                                             | 1                                                                     |                                                                       |
| 10-6-2017                                                             | Ouagadougou                                                           | Burkina Faso                                                          | 3 – 1                                                                 | Angola                                                                | Qual. Coppa d'Africa 2019                                             | 1                                                                     |                                                                       |
| 9-9-2018                                                              | Luanda                                                                | Angola                                                                | 1 – 0                                                                 | Botswana                                                              | Qual. Coppa d'Africa 2019                                             | 1                                                                     |                                                                       |
| 12-10-2018                                                            | Luanda                                                                | Angola                                                                | 4 – 1                                                                 | Mauritania                                                            | Qual. Coppa d'Africa 2019                                             | 1                                                                     |                                                                       |
| 16-10-2018                                                            | Nouakchott                                                            | Mauritania                                                            | 1 – 0                                                                 | Angola                                                                | Qual. Coppa d'Africa 2019                                             | -                                                                     |                                                                       |
| 18-11-2018                                                            | Luanda                                                                | Angola                                                                | 2 – 1                                                                 | Burkina Faso                                                          | Qual. Coppa d'Africa 2019                                             | -                                                                     | 90+3’                                                                 |
| 8-6-2019                                                              | Penafiel                                                              | Angola                                                                | 2 – 0                                                                 | Guinea-Bissau                                                         | Amichevole                                                            | -                                                                     | 46’                                                                   |
| 24-6-2019                                                             | Suez                                                                  | Tunisia                                                               | 1 – 1                                                                 | Angola                                                                | Coppa d'Africa 2019 - 1º turno                                        | -                                                                     | 46’                                                                   |
| 29-6-2019                                                             | Suez                                                                  | Mauritania                                                            | 0 – 0                                                                 | Angola                                                                | Coppa d'Africa 2019 - 1º turno                                        | -                                                                     |                                                                       |
| 2-7-2019                                                              | Ismailia                                                              | Angola                                                                | 0 – 1                                                                 | Mali                                                                  | Coppa d'Africa 2019 - 1º turno                                        | -                                                                     |                                                                       |
| 13-11-2019                                                            | Luanda                                                                | Angola                                                                | 1 – 3                                                                 | Gambia                                                                | Qual. Coppa d'Africa 2021                                             | -                                                                     | 66’                                                                   |
| 11-10-2020                                                            | Rio Maior                                                             | Angola                                                                | 3 – 0                                                                 | Mauritania                                                            | Amichevole                                                            | 1                                                                     | 75’                                                                   |
| 14-11-2020                                                            | Kinshasa                                                              | RD del Congo                                                          | 0 – 0                                                                 | Angola                                                                | Qual. Coppa d'Africa 2021                                             | -                                                                     | 86’                                                                   |
| 17-11-2020                                                            | Luanda                                                                | Angola                                                                | 0 – 1                                                                 | RD del Congo                                                          | Qual. Coppa d'Africa 2021                                             | -                                                                     | Cap.                                                                  |
| 1-6-2022                                                              | Luanda                                                                | Angola                                                                | 2 – 1                                                                 | Rep. Centrafricana                                                    | Qual. Coppa d'Africa 2023                                             | 1                                                                     | 87’                                                                   |
| 5-6-2022                                                              | Antananarivo                                                          | Madagascar                                                            | 1 – 1                                                                 | Angola                                                                | Qual. Coppa d'Africa 2023                                             | 1                                                                     | 83’                                                                   |
| 23-3-2023                                                             | Kumasi                                                                | Ghana                                                                 | 1 – 0                                                                 | Angola                                                                | Qual. Coppa d'Africa 2023                                             | -                                                                     | 66’                                                                   |
| 27-3-2023                                                             | Luanda                                                                | Angola                                                                | 1 – 1                                                                 | Ghana                                                                 | Qual. Coppa d'Africa 2023                                             | -                                                                     | 65’ 68’                                                               |
| 7-9-2023                                                              | Lubango                                                               | Angola                                                                | 0 – 0                                                                 | Madagascar                                                            | Qual. Coppa d'Africa 2023                                             | -                                                                     | 46’                                                                   |
| 13-10-2023                                                            | Faro                                                                  | Angola                                                                | 1 – 1                                                                 | Mozambico                                                             | Amichevole                                                            | 1                                                                     | 74’                                                                   |
| 17-10-2023                                                            | Setúbal                                                               | Angola                                                                | 0 – 0                                                                 | RD del Congo                                                          | Amichevole                                                            | -                                                                     |                                                                       |
| 6-1-2024                                                              | Dubai                                                                 | RD del Congo                                                          | 0 – 0                                                                 | Angola                                                                | Amichevole                                                            | -                                                                     | 64’                                                                   |
| 10-1-2024                                                             | Dubai                                                                 | Bahrein                                                               | 0 – 3                                                                 | Angola                                                                | Amichevole                                                            | 1                                                                     |                                                                       |
| 15-1-2024                                                             | Bouaké                                                                | Algeria                                                               | 1 – 1                                                                 | Angola                                                                | Coppa d'Africa 2023 - 1º turno                                        | -                                                                     | 88’                                                                   |
| 20-1-2024                                                             | Bouaké                                                                | Mauritania                                                            | 2 – 3                                                                 | Angola                                                                | Coppa d'Africa 2023 - 1º turno                                        | 2                                                                     | 86’                                                                   |
| 23-1-2024                                                             | Yamoussoukro                                                          | Angola                                                                | 2 – 0                                                                 | Burkina Faso                                                          | Coppa d'Africa 2023 - 1º turno                                        | -                                                                     | 57’                                                                   |
| 27-1-2024                                                             | Bouaké                                                                | Angola                                                                | 3 – 0                                                                 | Namibia                                                               | Coppa d'Africa 2023 - Ottavi di finale                                | 2                                                                     | 84’                                                                   |
| 2-2-2024                                                              | Abidjan                                                               | Nigeria                                                               | 1 – 0                                                                 | Angola                                                                | Coppa d'Africa 2023 - Quarti di finale                                | -                                                                     | 74’ 86’                                                               |
| 7-6-2024                                                              | Lubango                                                               | Angola                                                                | 1 – 0                                                                 | eSwatini                                                              | Qual. Mondiali 2026                                                   | -                                                                     | 81’                                                                   |
| 11-6-2024                                                             | Luanda                                                                | Angola                                                                | 1 – 1                                                                 | Camerun                                                               | Qual. Mondiali 2026                                                   | -                                                                     | 84’                                                                   |
| 5-9-2024                                                              | Kumasi                                                                | Ghana                                                                 | 0 – 1                                                                 | Angola                                                                | Qual. Coppa d'Africa 2025                                             | -                                                                     | 86’                                                                   |
| 8-9-2024                                                              | Talatona                                                              | Angola                                                                | 2 – 1                                                                 | Sudan                                                                 | Qual. Coppa d'Africa 2025                                             | -                                                                     |                                                                       |
| 11-10-2024                                                            | Luanda                                                                | Angola                                                                | 2 – 0                                                                 | Niger                                                                 | Qual. Coppa d'Africa 2025                                             | -                                                                     | 55’ 87’                                                               |
| 20-3-2025                                                             | Bengasi                                                               | Libia                                                                 | 1 – 1                                                                 | Angola                                                                | Qual. Mondiali 2026                                                   | -                                                                     | 67’                                                                   |
| 25-3-2025                                                             | Luanda                                                                | Angola                                                                | 1 – 2                                                                 | Capo Verde                                                            | Qual. Mondiali 2026                                                   | 1                                                                     | 58’                                                                   |
| Totale                                                                |                                                                       | Presenze                                                              | 51                                                                    |                                                                       | Reti                                                                  | 21                                                                    |                                                                       |

## Palmarès

### Club

#### Competizioni nazionali
- Girabola: 1

Primeiro de Agosto: 2016